# Над Бугом і Нарвою
Український часопис Підляшшя «Над Бугом і Нарвою» — друкований орган Союзу українців Підляшшя, який видається українською та польською мовами з літа 1991 року. Деякі статті написані підляськими говірками української мови. Виходить що два місяці у місті Більську на Підляшші (Польща). Одне з найвагоміших українських видань у Польщі. Статті журналу присвячені насамперед історії, культурі та українському життю на Підляшші. Основний девіз редакції часопису: «Писати про те, про що інші не пишуть».
Тираж становить близько 1600 примірників. Близько 90 % щорічного бюджету журналу становлять щорічні дотації від польського уряду (до 2004 року справами фінансової підтримки культури національних меншин у Польщі відало Міністерство культури, пізніше це перейшло до компетенції Міністерства внутрішніх справ і адміністрації).

## Історія
Думки про публікацію матеріалів про Підляшшя з'явилися в середині 1980-х років, коли почався молодіжний рух на Підляшші. Спочатку автори хотіли лише вести сторінку під назвою «Над Бугом і Нарвою» у журналі «Наше слово», проте їм це не вдалося втілити у життя, тому на початку 1991 року виникла ідея створення окремого видання.
Перший номер журналу «Над Бугом і Нарвою» вийшов друком наприкінці літа 1991 року. Початково журнал заснований та видався в Любліні. Першим головним редактором часопису став Микола Рощенко, науковий працівник Університету імені Марії Кюрі-Склодовської в Любліні, а тодішнім секретарем редакції та відповідальним редактором перших чисел був Григорій Купріянович. Зі середини 1993 року штатним секретарем редакції став Юрій Гаврилюк (головний редактор з 2001 року) і редагування часопису було цілком перенесене до Більська.
Спочатку журнал виходив як щоквартальне видання, видавцем якого початково був Підляський відділ Об'єднання українців у Польщі, а згодом Союз українців Підляшшя. З 1993 року журнал став двохмісячником. Статті у журналі друкуються українською та польською мовами (без дублювання) й присвячені насамперед історії, культурі та сучасному становищу українців Підляшшя, а також українському життю в інших регіонах, зокрема, на Холмщині, Берестейщині та Лемківщині. У 1999 році журнал отримав власний Інтернет-сайт (спочатку http://www.nadbuhom.free.ngo.pl [Архівовано 22 січня 2012 у Wayback Machine.], згодом http://nadbuhom.pl/ [Архівовано 18 січня 2012 у Wayback Machine.]), редактором якого є Андрій Давидюк.
У 2005 році Міністерство закордонних справ України в рамках реалізації Наказу МЗС України про виконання плану заходів щодо встановлення зв'язків з українцями, які проживають за межами України, надало Союзу українців Підляшшя грант на підготовку та публікацію в часописі «Над Бугом і Нарвою» матеріалів про Україну та закордонних українців.

## Редакція
Редакція часопису (2019): Юрій Гаврилюк (головний редактор), Андрій Давидюк, Андрій Єкатеринчук, Людмила Лабович, Іван Киризюк.
Співпрацівники редакції: Христина Костевич, Агнешка Парфінюк, Микола Рощенко, Славомир Савчук, Леокадія Саєвич, Мирослав Степанюк, Єлизавета Томчук, Кароліна Хмур, Олена Чабан.

### Головні редактори
Головні редактори журналу:
- Микола Рощенко (1991—1996[2][8])
- Іван Хващевський (1997—1999[2])
- Іван Трачук (?—?[4])
- Катерина Внучко (?—?[4])
- Юрій Гаврилюк (2001—дотепер[2][5][4])

## Особистості
Вклад у розвиток журналу зробили такі діячі як Микола Рощенко, Григорій Купріянович, Юрій Гаврилюк, Іван Хващевський, Славомир Савчук, Людмила Филимонюк, Іван Бакунович та інші.

## Відгуки
Часопис є одним з найвагоміших українських видань у Польщі. Журнал ще на початку видання високо оцінив професор Владислав Серчик, а його перший редактор, доктор Микола Рощенко, назвав часопис «одним з кращих журналів національних меншин».